# Рашидова, Амира Фирдавсовна
Амира Фирдавсовна Рашидова (узб. Amira Firdavsovna Rashidova; род. 30 августа 1985 года, Самарканд, Узбекская ССР, СССР) — узбекский журналист, медиаперсона и продюсер.

## Биография
Родилась 30 августа 1985 года в городе Самарканд, в семье журналиста Фирдавса Фридуновича Абдухаликова. В 2002 году окончила школу, и в том же году поступила на факультет международной журналистики Узбекского государственного университета мировых языков. В 2006 году получила степень бакалавра, и в 2011 году степень магистра.
- 2002—2006 — главный редактор крупнейшей молодёжной газеты «Меридиан».
- 2010—2015 — главный редактор женской газеты «Сугдиёна».
- 2017—2022 — создатель бренда и генеральный продюсер самого рейтингового телеканала Узбекистана «Севимли ТВ».[1]
- 2022 — основатель и руководитель проекта "Qizil pomada" - образовательной платформы для женщин в Узбекистане.

## Медиапроекты
Продюсер и создатель медиапроектов. В их числе:
- «Парвоз Завки» (2011)
- «Зирапча»[3] (2018)
- «Кафасда» (2021)
- «Сен ва Мен» (2021)
- «Бир кафт тупрок» (2021)
- «Куча» (2003)
- «Кадам» (2020)

## Личная жизнь
Осенью 2003 года Амира Рашидова вышла замуж за предпринимателя Давлата Рашидова. У пары есть двое сыновей и дочь.